# 조은주 (교육인)
조은주(趙恩珠, 1955년 5월 11일~)는 대한민국의 의상 디자이너 및 대학 교수 겸 교육인이다. 전북 무주 생으로, 2021년 2월 이후부터는 호남대학교 의상디자인학과 명예교수 직으로 있기도 하다.
본은 김제(金堤)이고, 김제 조씨의 자산파 24세 후손이기도 한데, 전북 무주에서 전북 김제 출생의 아버지(故 조병규)와 강원 인제 출생의 어머니(김해 故 김은임)의 사이에서 둘째딸(2남 3녀 중 차녀)로 출생하였고, 친정 외갓댁 외조부(故 김수철)는 강원 춘천 출생으로, 1947년에 부인이신 외조모를 상배했다. 때문에 외갓댁 외할머니는 뵌적이 없는 조은주 교수는 4세 때 당시였던 1958년 이후부터 친할머니(진주 유씨 부인)를 비롯한 친정 직계 일가족들과 모두 함께 서울특별시의 마포구로 이주하여 성장했다. 결혼 5년차 때였던 1983년 3월 18일, 충남 부여에서 78세 생일에 향년 78세로 하세한 1906년생 서조모 함양 박씨를 여의었다. 참고로 조은주 교수의 친정 아버지 1919년생 故 조병규(趙炳圭)는 생전에 그 자신의 나름대로는, 故 신광균(申光均) 전직 경기도지사·故 서종철(徐鐘喆) 전직 국방장관 등과는 1960년대의 서울에서의 나름의 모종의 친분이 있었는데, 1971년 5월 11일(조 교수의 여고 1학년 때 17세 생일)에 1893년생 친조모(진주 유씨 부인)가 향년 79세로 하세한지도 어언 6년 후, 예비역 장군 서종철 전직 국방장관, 그의 차남 서국환(徐國煥)과 1978년에 결혼하여, 서종철 전직 국방부 장관의 차자부(둘째 며느리)이기도 하고, 대학 교수 겸 경제학자 출신의 관료 겸 정치인이었던 서승환 전직 국토교통부 장관의 작은 형수이며, 남성 연기자 서현(본명 서배준)과 여성 가수 겸 연기자 서지영의 어머니이기도 한데 《피에르 가르뎅》과 《현대그룹》의 의상 디자이너를 지낸 바 있고, 《BYC》의 전임이사 직위와 《주간동아 옴부즈맨》의 필진 등을 지낸 바 있으며, 2021년 2월까지 호남대학교 의상디자인학과 교수 직으로 15년 동안 재직하였고, 2021년 2월 이후부터 동교 동과 명예교수로 있다.

## 학력
- 1971년 2월 - 서울경기여자중학교 졸업
- 1974년 2월 - 서울경기여자고등학교 졸업
- 1978년 2월 - 연세대학교 의생활학과 학사
- 1999년 2월 - 중앙대학교 예술대학원 예술학 석사[9]
- 2005년 2월 - 중앙대학교 대학원 의류과학과 이학 박사[10]

## 주요 경력
- (주)논노패션 디자이너
- 금강개발산업 주식회사(지금의 현대백화점)의 전속 브랜드 패션 디자이너
- (주) 백양 부이사장
- (주) B&B 인터넷 쇼핑몰 《‘J-young’》의 크리에이티브 디렉터
- 상명대학교 의류디자인학과 강사(2000년 8월~2007년 8월)
- 《조은주 모드》의 대표 원장 등을 지냈으며, 2006년 2월 이후부터 호남대학교 의상디자인학과 교수 직으로 본격 전업하여, 내리 어언 15년 동안 역임.
- 호남대학교 의상디자인학과 교수 직으로 출강(2006년 2월)
- 중앙대학교 의류과학과 강사(2007년 8월~2008년 8월)
- 배재대학교 의상학과 강사(2008년 8월~2009년 2월)
- 경기대학교 의류학과 객원교수(2013년 8월~2014년 2월)
- 서울여자대학교 의상학과 객원교수(2015년 8월~2016년 8월)
- 호남대학교 의상디자인학과 교수(2021년 2월 이후 명예교수)